# 麥克林托克嶺
82°3′S 161°0′E / 82.050°S 161.000°E
麥克林托克嶺（英語：McClintock Ridge）是南極洲的山嶺，位於沙克爾頓海岸，屬於邱吉爾山脈中卡內基山脈的一部分，處於魯賓峰以北11公里，現時由南極條約體系管理。

## 外部連結
. . United States Geological Survey.   [2013-09-05].